# 개나리
개나리(영어: forsythia)는 물푸레나무과 식물로, 노란 꽃을 피우는 갈잎 떨기나무이다. 학명은 Forsythia koreana이다. 연교(連翹)라고도 한다.

## 생태
한반도에서 흔한 특산종이다. 함경도를 제외한 전국, 집 가까이에서 흔히 볼 수 있으며, 울타리나 길 옆에 무더기로 심기도 하고, 한두 그루씩 심기도 한다. 양지 바른 산기슭에서 자생하기도 한다.

## 형태
줄기는 여러 대가 모여 나며 가지가 많이 갈라져 빽빽하게 자란다. 줄기 속은 비어 있다. 암수딴그루로 이른 봄에 잎보다 먼저 꽃이 피고 잎겨드랑이에 노란색 꽃이 1~3개씩 달린다. 잎은 마주나고 긴 타원형으로 끝이 뾰족하며 윗부분에 톱니가 있거나 밋밋하다. 앞뒤 모두 털이 없고 앞면은 윤기가 나고 뒷면은 흰빛이 돈다. 가을에 달걀 모양으로 여무는 열매는 끝이 뾰족하고 갈색으로 익는다.
개나리 열매를 연교라 하여, 거둬서 약으로 쓴다.

## 쓰임새
한열(寒熱)·발열· 화농성질환·림프선염·소변불리(小便不利)·종기·신장염·습진 등에 처방한다.

## 비슷한 나무
비슷한 종으로 만리화(Forsythia ovata), 산개나리(F. saxatilis)가 있다. 만리화는 개나리와 마찬가지로 한국 특산종이며 가지가 늘어지지 않아 구분할 수 있다. 산개나리는 북한산 개나리라고도 하며, 경기도 산기슭에서 자생한다. 키가 작고, 어린 가지에 자줏빛이 돈다.

## 갤러리

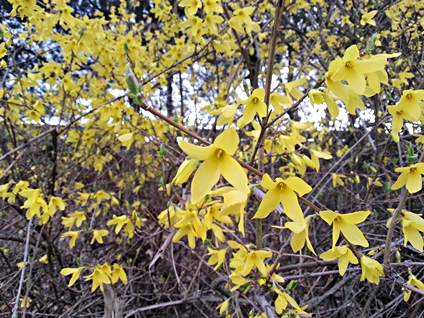
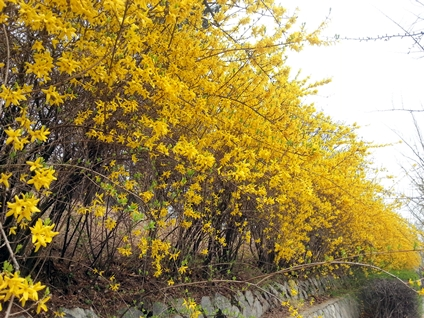
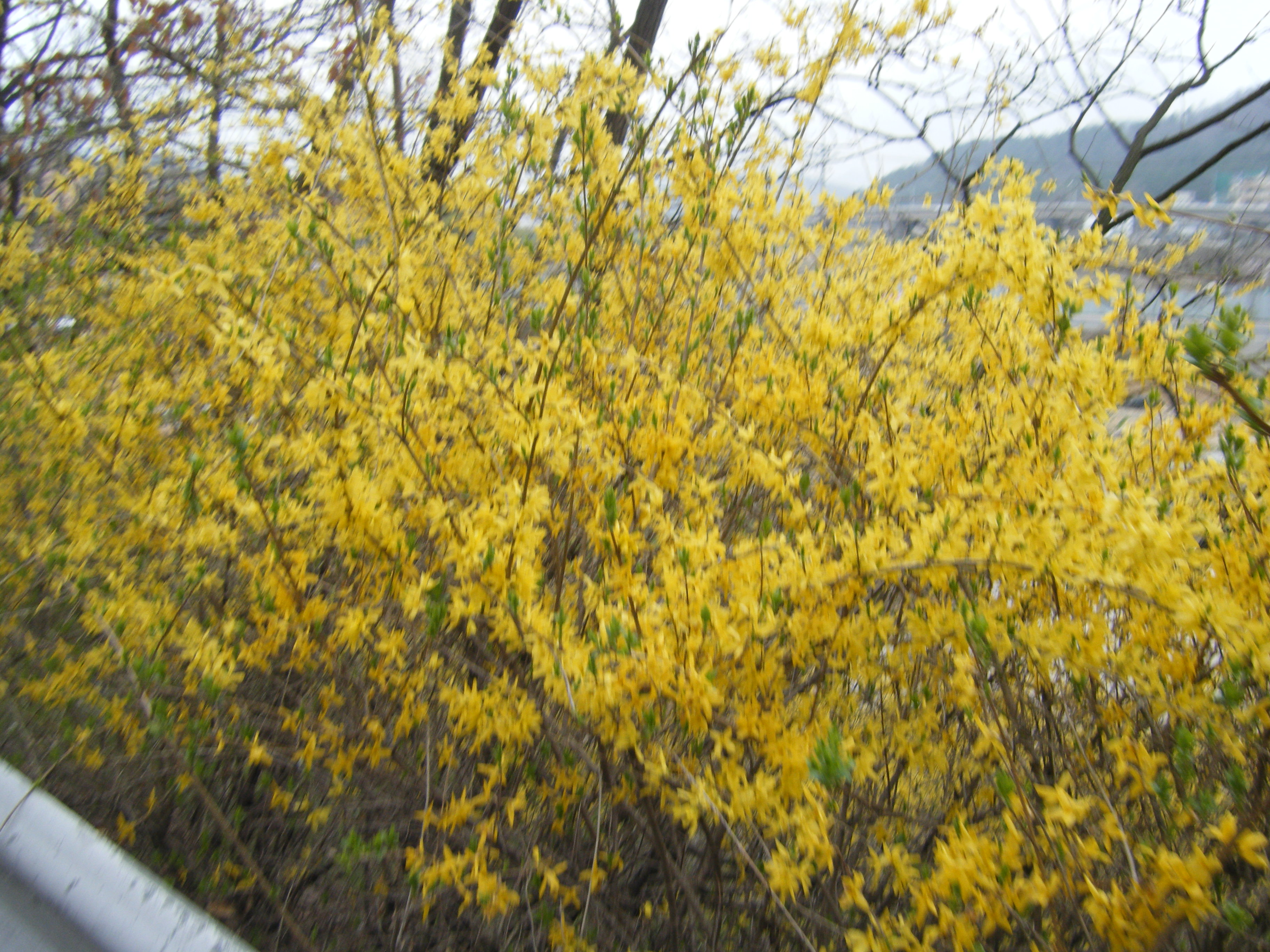
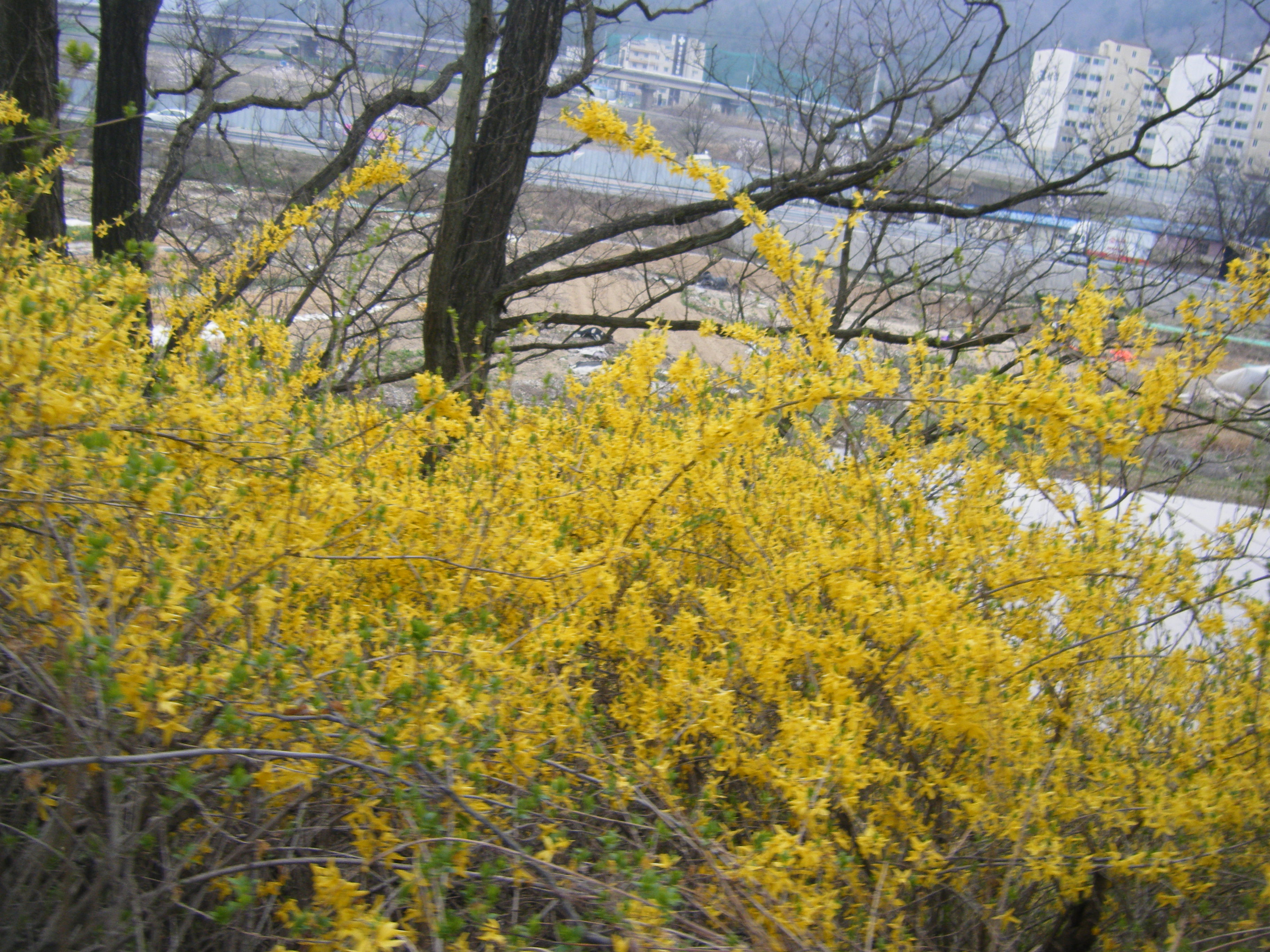
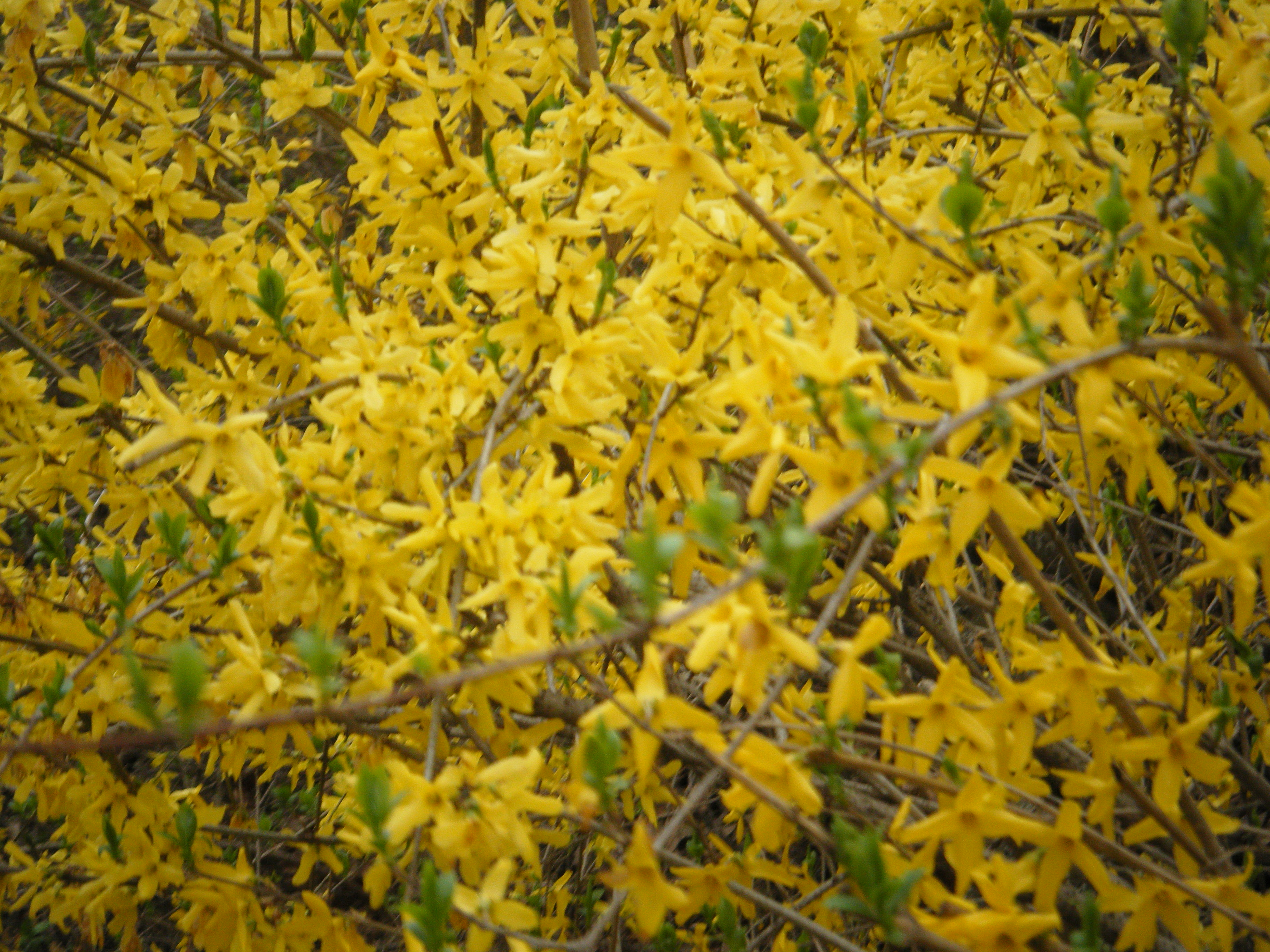
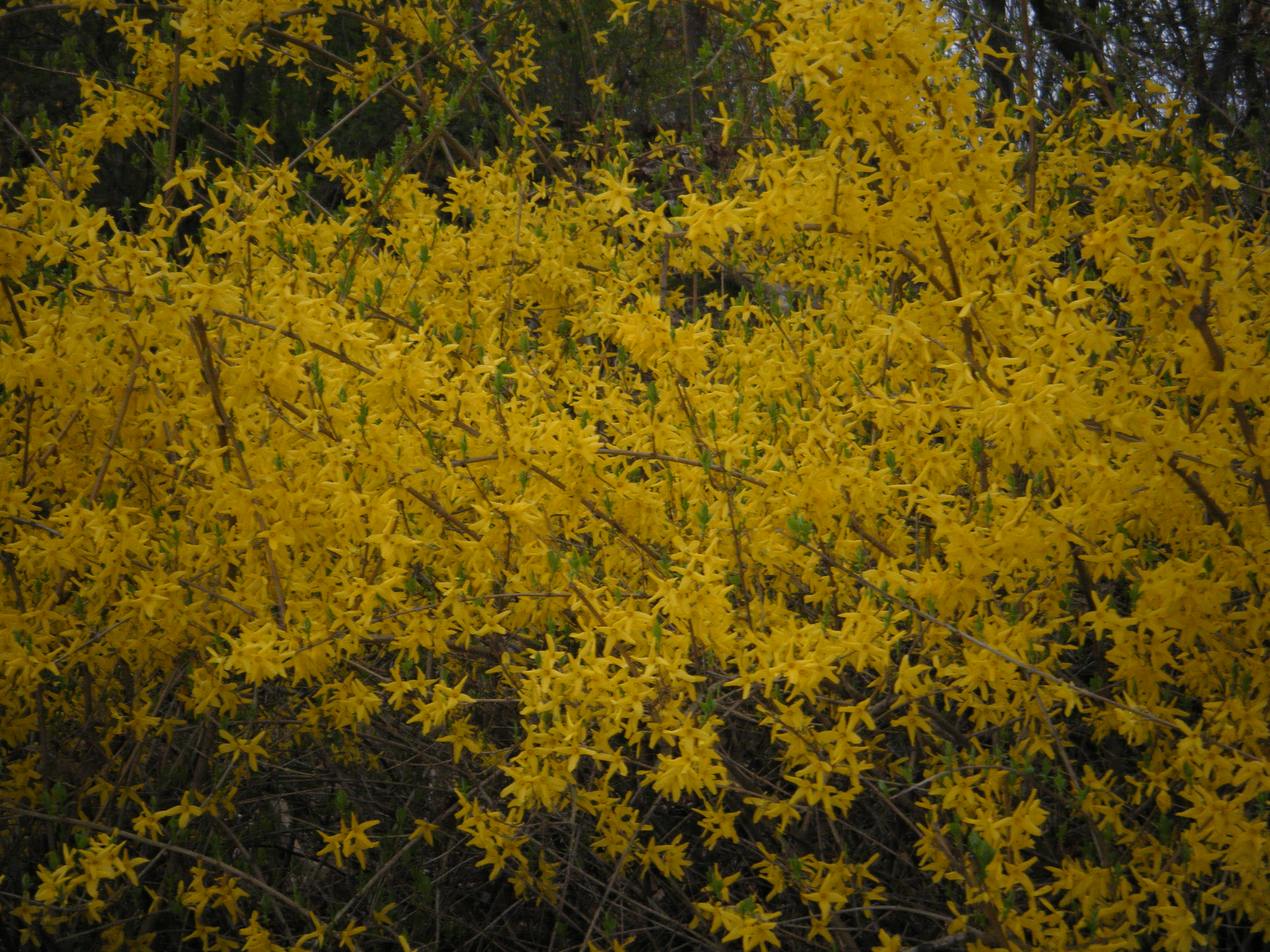